# Spoorlijn Aulnay-sous-Bois - Verberie
De Spoorlijn Aulnay-sous-Bois - Verberie is een nooit voltooide Franse spoorlijn van Aulnay-sous-Bois naar Verberie. De lijn zou 63 km lang worden en heeft als lijnnummer 230 000.

## Geschiedenis
Met de bouw van de spoorlijn werd vlak voor de Eerste Wereldoorlog begonnen door Compagnie des chemins de fer du Nord. Het doel van de lijn was het creëren van een derde corridor vanuit Parijs naar het noorden. Een deel van de lijn en een aantal viaducten werd gerealiseerd voor het uitbreken van de oorlog in 1914. Na 1918 werden de werkzaamheden niet hervat aangezien de voornaamste focus lag op het herstellen van alle vernielde infrastructuur.
Een klein deel van de bedding is 1976 gebruikt voor de aanleg van de lijn Aulnay-sous-Bois - Roissy 2-RER. Afgezien van een aantal viaducten in Villepinte en Saint-Vaast zijn er weinig restanten. Ook is een groot deel van het tracé verdwenen onder de luchthaven Paris-Charles de Gaulle.

## Aansluitingen
In de volgende plaatsen zou er een aansluiting zijn op de volgende spoorlijnen:
Aulnay-sous-Bois
RFN 229 000, spoorlijn tussen La Plaine en Anor
RFN 968 000, spoorlijn Bondy en Aulnay-sous-Bois
Senlis
RFN 231 000, spoorlijn tussen Chantilly-Gouvieux en Crépy-en-Valois
RFN 231 606, stamlijn ZI de Senlis
Verberie
RFN 232 000, spoorlijn tussen Ormoy-Villers en Boves

## Galerij

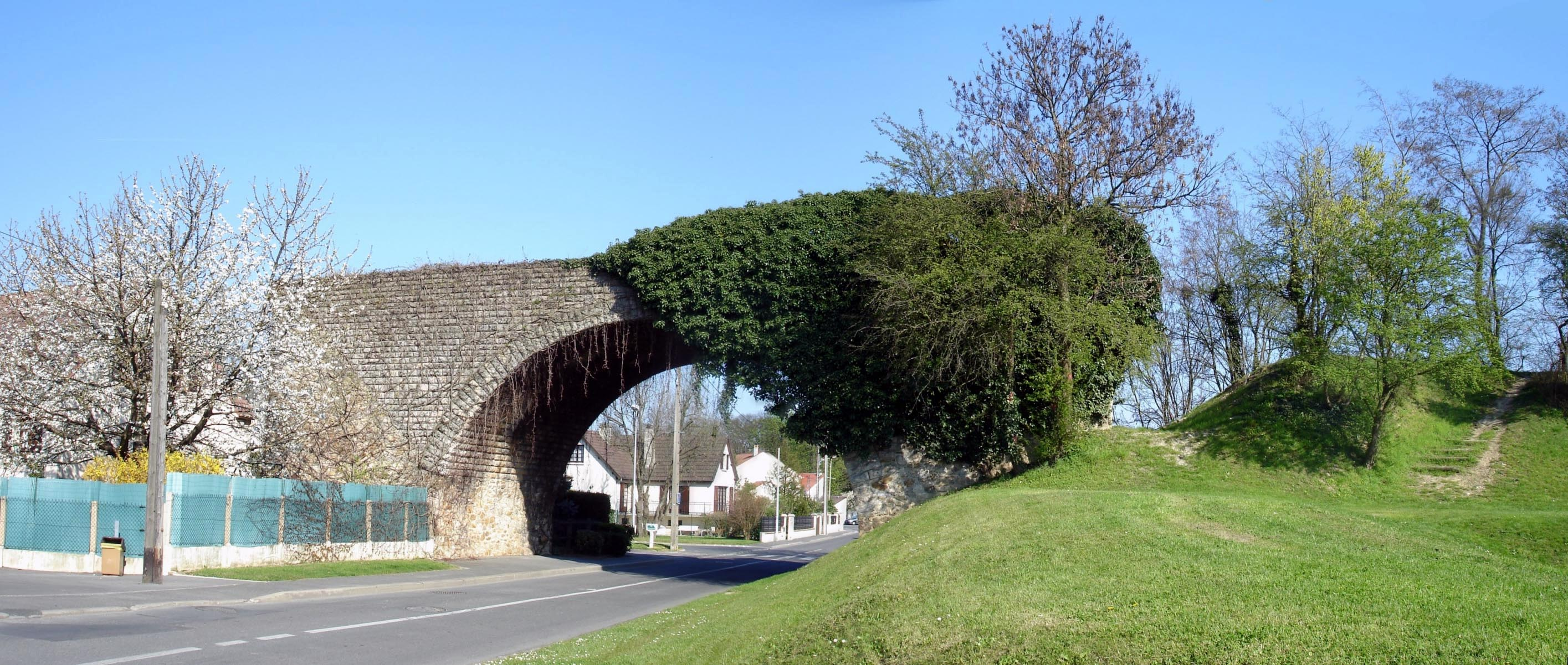
Spoorviaduct in Villepinte, Chemin de Savigny
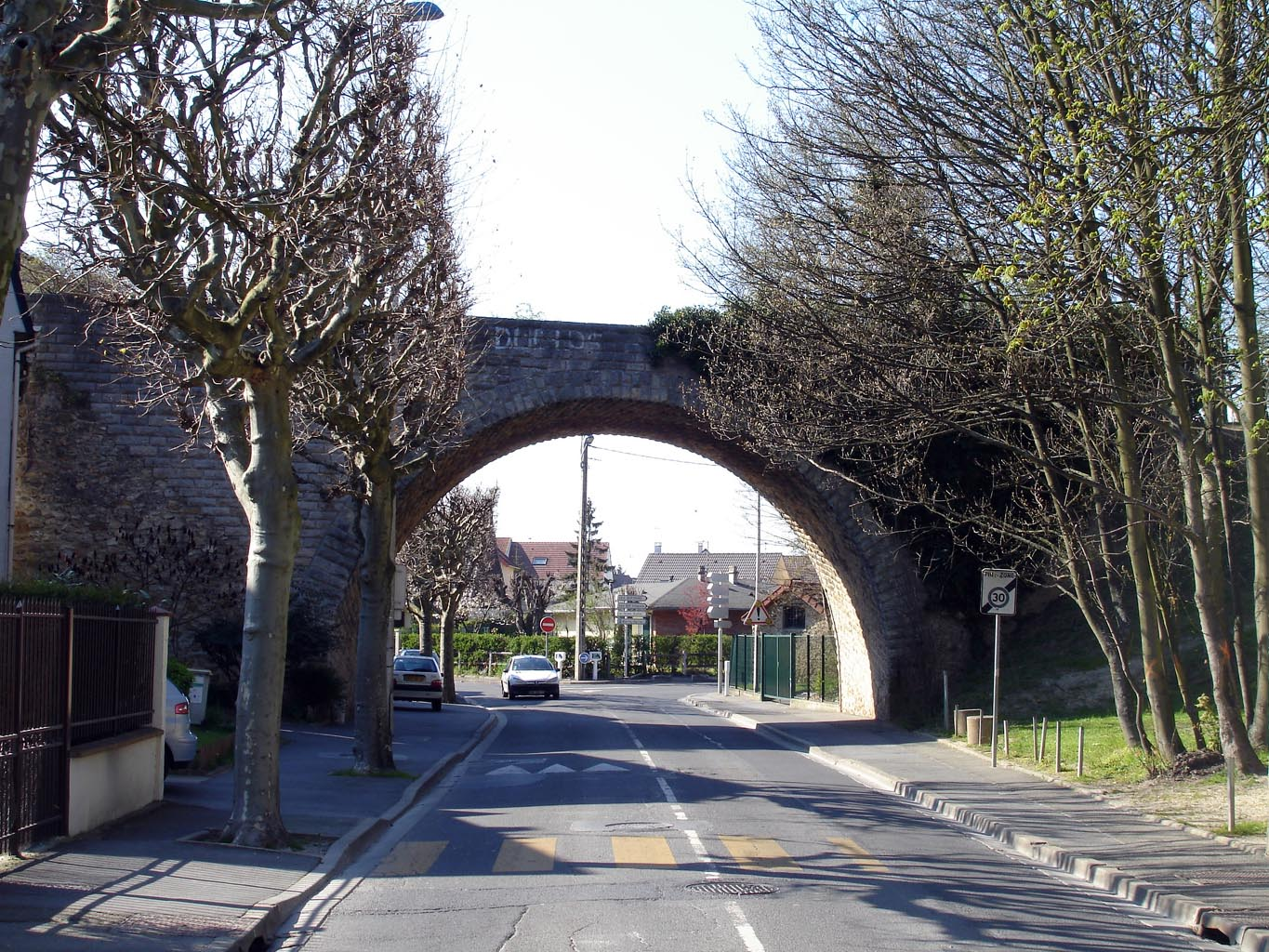
Spoorviaduct in Villepinte, Rue Henri-Barbusse
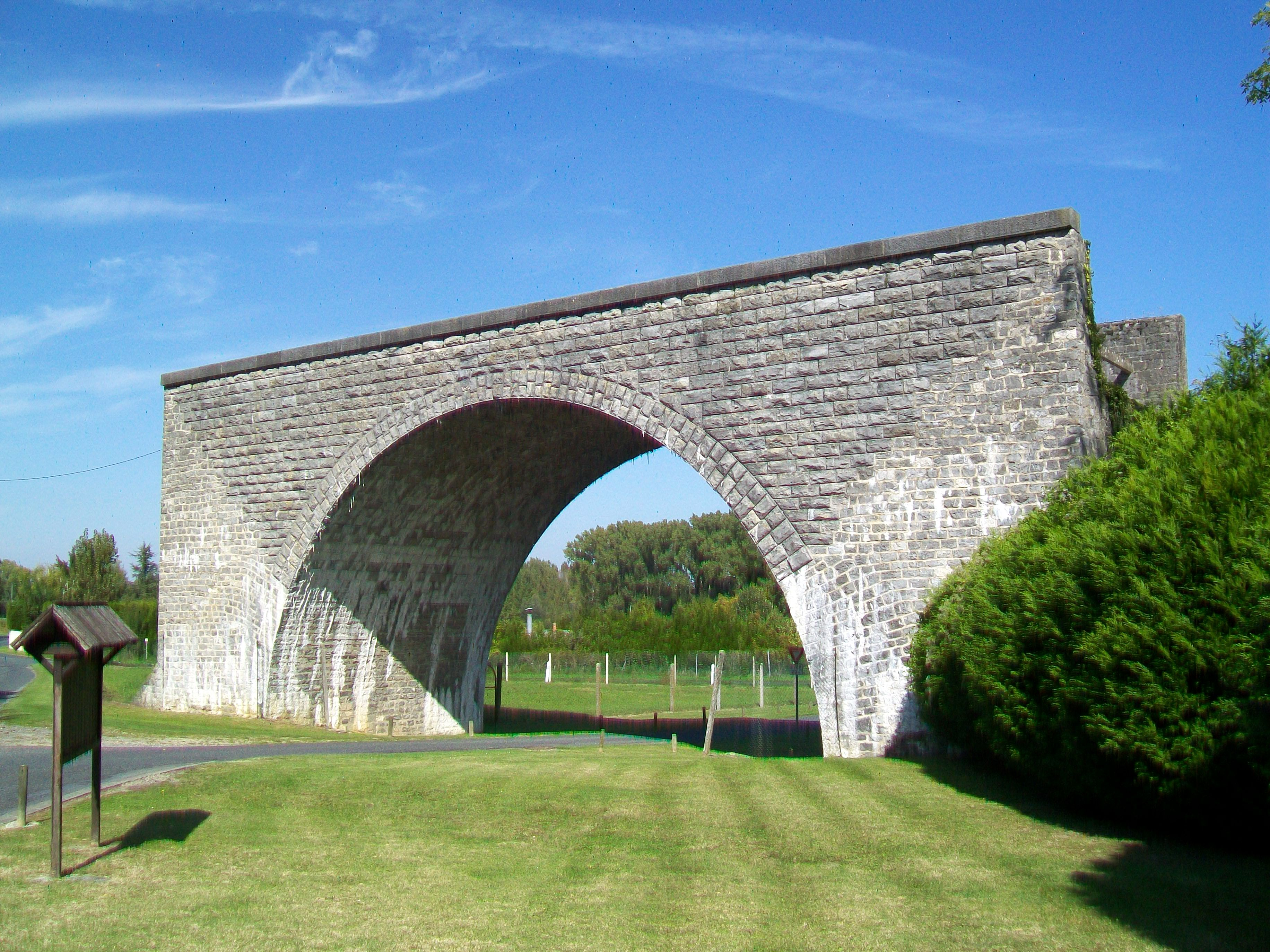
Spoorviaduct in Saint-Vaast, Rue du Fin